# Green Bell
Der Green Bell ist ein Berg in Cumbria, England. Der Berg hat eine Höhe von 605 m und es befindet sich ein Trigonometrischer Punkt der Ordnance Survey. Der Gipfel ist flach und langgestreckt und bildet mit dem östlich gelegenen Gipfel des Randygill Top, der eine Höhe von 624 m hat, einen Bergrücken.